# Bulbul à moustaches jaunes
Eurillas latirostris
Espèce
Statut de conservation UICN

 LC  : Préoccupation mineure
Le Bulbul à moustaches jaunes (Eurillas latirostris) est une espèce de passereaux de la famille des Pycnonotidae.

## Répartition et sous-espèces
Cet oiseau est répandu en Afrique équatoriale.
Selon la classification de référence (version 14.2, 2024) du Congrès ornithologique international il se répartit en trois sous-espèces suivantes (ordre phylogénique) :
- Eurillas latirostris australis (Moreau, 1941) — plateau d'Ufipa (Tanzanie) ;
- Eurillas latirostris congener (Reichenow, 1897) — ouest du Dahomey Gap ;
- Eurillas latirostris latirostris (Strickland, 1844) — est du Dahomey Gap.